# (1188) Gothlandia
(1188) Gothlandia és un asteroide descobert el 30 de setembre de 1930 per Josep Comas i Solà a l'Observatori Fabra de Barcelona. La designació provisional que va rebre era 1930 SB. La intenció del descobridor era donar-li el nom de Catalonia, en honor del país, però la situació política del moment li ho va fer impossible i va haver d'optar per aquest nom que remunta subtilment als orígens de Catalunya. Gotlàndia o Gòtia és com van anomenar els francs al segle viii la zona conquerida als gots que, amb el temps, esdevindrà Catalunya.